# Cree

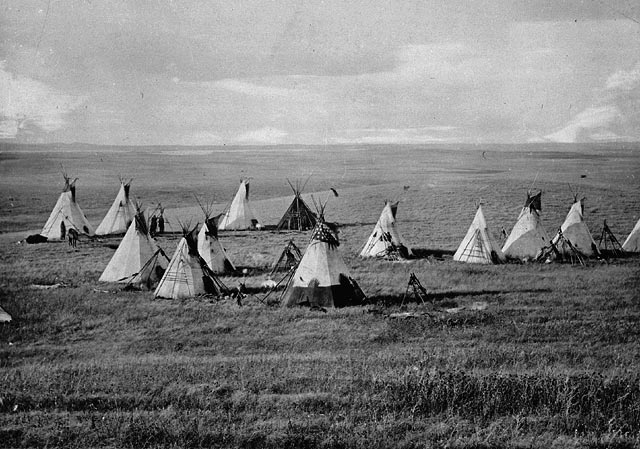
Campo Cree nella prateria, a sud di Vermilion, Settembre 1851.

Cree è un appellativo riferito a diversi popoli indigeni in America del Nord, come i nehiyaw, nehithaw, nehilaw, nehinaw, ininiw, ililiw, iynu e iyyu. Possono essere suddivisi in due grandi gruppi: quelli che identificano se stessi utilizzando un derivato della loro storica denominazione nehilâw e quelli che si identificano con il termine "persona", storicamente iliniw. La lingua della gente è derivata da quella del cherokee.
Entrambi i gruppi condividono una comune discendenza, ma ora sono separati principalmente da una linea linguistica. Quelli residenti ad ovest del confine dell'Ontario (ad eccezione di un gruppo di residenti in Québec chiamato attikamek) fino alle montagne Rocciose utilizzano il nome Nehilaw. Il secondo gruppo comprende tutti i gruppi a est della baia di James che usano il termine Iliniw.

## Lingue
Secondo Ethnologue.com, il gruppo di lingue cree (definito "Cree-Montagnais") è formato da 9 lingue [tra parentesi quadre il codice internazionale di classificazione]:
- Atikamekw [atj]
- Cree, moose [crm]
- Cree, nord-orientale[crl]
- Cree, delle pianure [crk]
- Cree, sud-orientale[crj]
- Cree, swampy [csw]
- Cree, woods [cwd]
- Neenoilno (c.d. "Montagnais") [moe]
- Naskapi [nsk]

Tutte le lingue appartengono alla famiglia linguistica Algonchina, appartenente a sua volta al gruppo di Lingue algiche.

## Arti Marziali
Basata sulle tecniche di combattimento Cree, venne formalizzata e sviluppata un'arte marziale chiamata Okichitaw.

## Genocidio culturale
Dal 1870 al 1970 più di 150.000 bambini sono stati strappati alle famiglie e portati in istituti religiosi fondati dal governo canadese per "cristianizzare e civilizzare" gli aborigeni. Non potevano parlare la lingua cree. Hanno subito violenze fisiche e sessuali e "quando le ragazzine mostravano i sintomi della gravidanza, le suore si preoccupavano di nasconderle. Poi le facevano abortire, e a volte venivano sterilizzate.", racconta il reverendo Wesley, un prete aborigeno portato in una di quelle scuole a 6 anni e rimasto lì per 11 anni. Ricorda che un giorno ha vomitato e i preti lo hanno preso a calci e l'hanno costretto a mangiare il suo vomito dal pavimento. Il reverendo considera l'accaduto un genocidio culturale. 
Il Primo ministro Stephen Harper ha chiesto scusa a nome di tutto il Paese e ha istituito un risarcimento di 2 miliardi di dollari per i superstiti e per i loro discendenti. Anche la Chiesa ha chiesto scusa. Per accedere ai risarcimenti di 3000 dollari canadesi all'anno, però, gli aborigeni devono dichiarare di non voler denunciare ulteriormente le autorità o la Chiesa.

## Nella cultura di massa
I cree sono presenti nel videogioco strategico a turni 4X Sid Meier's Civilization VI.
Nel film "Vento di Passioni" l'indiano che racconta la storia apparteneva al popolo Cree